# لیزا باکویتز
لیزا ماری باکوویتز (زاده ۲ دسامبر ۱۹۹۴) ورزشکار آلمانی سورتمه سُرنده است. او در بازی دونفری بانوان در المپیک زمستانی ۲۰۱۸ به رقابت پرداخت و موفق به کسب مدال طلا شد.

## حرفه
او در نوجوانی، ورزش حرفه ای را با رشته هفت‌گانه آغاز کرد. باکویتس در سال ۲۰۱۳، به سورتمه سری رو آورد و دو قهرمانی جوانان اروپا را کسب کرد.
در سال ۲۰۱۵، باکوویتز و کاتلین مارتینی برنده مدال طلای دونفری بانوان در جام جهانی سورتمه سواری در کونیگسی کسب کرد.و در سال ۲۰۱۶، باکوویتز و استفانی اشنایدر در مسابقات قهرمانی اروپا، موفق به کسب یک مدال برنز شدند.
او علاوه بر ورزش، به عنوان افسر پلیس ایالتی آلمان فعالیت می‌کند.